# Júlio Rocha
Júlio Rocha (São Paulo, 22 de octubre de 1979) es un actor brasileño.

## Filmografía

### Televisión
| Año  | Título                 | Personaje                      |
| ---- | ---------------------- | ------------------------------ |
| 1999 | Louca Paixão           | Rodrigo                        |
| 2001 | Puerto de los milagros | Luciano                        |
| 2004 | A Diarista             | Betão                          |
| 2005 | Belíssima              | Paulão                         |
| 2005 | Bang Bang              | Baby Face                      |
| 2007 | Paraíso Tropical       | Wagner Alencar                 |
| 2007 | Pé na Jaca             | Léo (Leonardo)                 |
| 2007 | Dos caras              | JB (João Batista da Conceição) |
| 2008 | Casos e Acasos         | Uesley                         |
| 2008 | Faça sua História      | Jackson Maia                   |
| 2008 | Guerra & Paz           |                                |
| 2009 | Acuarela del amor      | Edgar                          |
| 2011 | Fina estampa           | Enzo                           |
| 2013 | Rastros de mentiras    | Jacques Sampaio                |